# رجینالد هالینگدیل
رجینالد جان هالینگدیل (به انگلیسی: R. J. Hollingdale) (زاده ۲۰ اکتبر ۱۹۳۰ - مرگ ۲۸ سپتامبر ۲۰۰۱) نویسنده و مترجم متون فلسفی در حوزه آثار نیچه، گوته، هافمن، لیختنبرگ و شوپنهاور بود.